# Pierre Rivière
Pierre-Maurice-Marie Rivière (ur. 7 listopada 1871 w Paryżu, zm. 7 listopada 1961) – francuski duchowny katolicki, biskup. Święcenia kapłańskie przyjął w 1895 roku, zaś w 1936 mianowany przez papieża Piusa XI ordynariuszem diecezji Monako. Sakrę przyjął 31 marca tegoż roku. Kierował diecezją aż emerytury, na którą przeszedł w  roku 1953. Został wówczas podniesiony do godności arcybiskupa ze stolicą tytularną Anchialus. Zmarł w dniu swoich 90 urodzin, 7 listopada 1961.